# 阿尔斯河
阿尔斯河（法語：Arce，法語發音：[aʁs]）是法国大東部大區奥布省的河流，是塞纳河的支流，长26.1千米。